# Peva (Almeida)
Peva is een plaats (freguesia) in de Portugese gemeente Almeida en telt 140 inwoners (2001).